# 맥키퍼
맥키퍼(MacKeeper)는 클리닝, 보안, 최적화를 위한 도구들을 갖추고 있는 macOS용 유틸리티 소프트웨어 제품군이다. 일부 평론가들에 따르면 맥키퍼는 시스템의 보안을 강화하고 최적화한다고 언급하였으며, 다른 사람들은 맥키퍼를 사용하여 충돌 경향이 있는 맥을 치료할 수 있다고 주장하였다. 이 소프트웨어는 심하게 홍보되었고, 거짓 광고로 인해 일련의 소송 주체가 되고 있다.

## 역사
2015년 기준으로 맥키퍼에 3개의 주요 버전이 출시된 상태이다. 최초 베타 버전의 맥키퍼 0.8은 2010년 5월 13일 출시되었다.
맥키퍼 1.0은 2010년 10월 26일 출시되었다. 맥키퍼 2.0은 2012년 1월 30일 맥월드 - 아이월드에서 보안, 데이터 제어, 클리닝, 최적화와 관련한 수많은 확장형 유틸리티들과 함께 출시되었다. Kromtech Alliance는 2013년 4월 ZeoBit로부터 맥키퍼를 인수하였다. 맥키퍼 3.0이 2014년 6월 OS X 요세미티의 새로운 "인간 전문가" 기능 및 최적화 기능과 함께 SaaS로 출시되었다.
맥키퍼는 처음에는 2009년 Zeobit에 의해 개발되었다. 2013년 4월, ZeoBIT는 맥키퍼를 Kromtech Alliance Corp에 판매하였다.

## 기능
맥키퍼는 아비라 악성 소프트웨어 제거 검색 엔진을 통합하고 있지만, PC 월드에 따르면 아비라의 맥 보안 제품은 무료이다. 파일 시스템 수준 암호화 도구는 파일이나 폴더를 암호로 암호화할 수 있다. 데이터 복구 유틸리티는 사용자들이 실수로 지운 파일들을 복구할 수 있게 한다. 백업 소프트웨어 또한 포함되어 있어서 파일들을 USB 플래시 드라이브, 외장 하드 디스크 드라이브, FTP 서버로 복사할 수 있다. 데이터 완전 소거는 사용자들이 파일들을 영구적으로 삭제할 수 있게 하지만 PC 월드는 이 기능이 OS X에 내장된 안전한 휴지통 비우기 기능과 중복이라고 언급한다. 디스크 클리너는 여유 공간을 늘리기 위해 하드 드라이브 내의 쓰레기 파일들을 찾아서 제거한다.

## 같이 보기
- 인터넷 보안